# Pływanie na Letnich Igrzyskach Olimpijskich 1976 – 200 m stylem grzbietowym kobiet
200 m stylem grzbietowym kobiet – jedna z konkurencji pływackich rozgrywanych podczas XXI Igrzysk Olimpijskich w Montrealu. Eliminacje i finał miały miejsce 25 lipca 1976 roku.
Ulrike Richter z NRD zdobyła swój trzeci złoty medal na tych igrzyskach i czasem 2:13,43 pobiła rekord olimpijski. Jej rodaczka, Birgit Treiber, wywalczyła srebro (2:14,97). Na najniższym stopniu podium stanęła reprezentantka gospodarzy Nancy Garapick, która ustanowiła nowy rekord kraju (2:15,60).

## Rekordy
Przed zawodami rekord świata i rekord olimpijski wyglądały następująco:
| Rekord            | Zawodniczka    | Czas    | Miejsce   | Data            |       |
| ----------------- | -------------- | ------- | --------- | --------------- | ----- |
| Rekord świata     | Birgit Treiber | 2:12,47 | Berlin    | 4 czerwca 1976  | [ 1 ] |
| Rekord olimpijski | Melissa Belote | 2:19,19 | Monachium | 4 września 1972 | [ 2 ] |

W trakcie zawodów ustanowiono następujące rekordy:
| Data     | Etap konkurencji | Zawodniczka    | Czas    | Rekord |
| -------- | ---------------- | -------------- | ------- | ------ |
| 25 lipca | eliminacje       | Nancy Garapick | 2:16,49 | OR     |
| 25 lipca | finał            | Ulrike Richter | 2:13,43 | OR     |

## Wyniki

### Eliminacje
| Miejsce | Wyścig | Zawodniczka           | Państwo           | Czas    | Uwagi |
| ------- | ------ | --------------------- | ----------------- | ------- | ----- |
| 1.      | 1      | Nancy Garapick        | Kanada            | 2:16,49 | Q,    |
| 2.      | 1      | Wendy Hogg            | Kanada            | 2:17,30 | Q     |
| 3.      | 3      | Ulrike Richter        | NRD               | 2:17,58 | Q     |
| 4.      | 4      | Birgit Treiber        | NRD               | 2:17,62 | Q     |
| 5.      | 4      | Melissa Belote        | Stany Zjednoczone | 2:17,63 | Q     |
| 6.      | 4      | Nadija Stawko         | ZSRR              | 2:17,67 | Q     |
| 7.      | 2      | Antje Stille          | NRD               | 2:18,07 | Q     |
| 8.      | 3      | Klawdija Studennikowa | ZSRR              | 2:18,47 | Q     |
| 9.      | 4      | Glenda Robertson      | Australia         | 2:18,62 | NR    |
| 10.     | 3      | Maryanne Graham       | Stany Zjednoczone | 2:19,07 |       |
| 11.     | 1      | Monique Rodahl        | Nowa Zelandia     | 2:19,22 | NR    |
| 12.     | 2      | Cheryl Gibson         | Kanada            | 2:20,14 |       |
| 13.     | 2      | Miriam Smith          | Stany Zjednoczone | 2:22,05 |       |
| 14.     | 1      | Naoko Miura           | Japonia           | 2:22,28 |       |
| 15.     | 3      | Diane Edelijn         | Holandia          | 2:22,77 |       |
| 16.     | 1      | Gabriella Verrasztó   | Węgry             | 2:23,36 |       |
| 17.     | 1      | Yoshimi Nishigawa     | Japonia           | 2:23,49 |       |
| 18.     | 2      | Antonella Roncelli    | Włochy            | 2:24,45 |       |
| 19.     | 4      | Sharron Davies        | Wielka Brytania   | 2:24,94 |       |
| 20.     | 2      | Joy Beasley           | Wielka Brytania   | 2:25,14 |       |
| 21.     | 2      | Angelika Grieser      | RFN               | 2:25,38 |       |
| 22.     | 3      | Heike John            | RFN               | 2:25,55 |       |
| 23.     | 1      | Susan Hunter          | Nowa Zelandia     | 2:26,21 |       |
| 24.     | 3      | Kim Wilkinson         | Wielka Brytania   | 2:26,53 |       |
| 25.     | 2      | Karin Bormann         | RFN               | 2:26,72 |       |
| 26.     | 4      | Michelle de Vries     | Australia         | 2:28,18 |       |
| 27.     | 3      | Silvia Fontana        | Hiszpania         | 2:31,37 |       |
| 28.     | 4      | Claudia Bellotto      | Argentyna         | 2:32,60 |       |
| 29.     | 3      | Paola Ruggieri        | Wenezuela         | 2:34,89 |       |
| 30.     | 2      | Liliana Cian          | Kolumbia          | 2:37,06 |       |
| 31.     | 1      | Sansanee Changkasiri  | Tajlandia         | 2:48,56 |       |

### Finał
| Miejsce | Zawodniczka           | Państwo           | Czas    | Uwagi |
| ------- | --------------------- | ----------------- | ------- | ----- |
| 1 !     | Ulrike Richter        | NRD               | 2:13,43 | OR    |
| 2 !     | Birgit Treiber        | NRD               | 2:14,97 |       |
| 3 !     | Nancy Garapick        | Kanada            | 2:15,60 | NR    |
| 4.      | Nadija Stawko         | ZSRR              | 2:16,28 | NR    |
| 5.      | Melissa Belote        | Stany Zjednoczone | 2:17,27 | NR    |
| 6.      | Antje Stille          | NRD               | 2:17,55 |       |
| 7.      | Klawdija Studennikowa | ZSRR              | 2:17,74 |       |
| 8.      | Wendy Hogg            | Kanada            | 2:17,95 |       |